# Regionalny System Obronny
Regionalny System Obronny (ang. Regional Security System – RSS) – międzynarodowa umowa dotycząca obrony i ochrony regionu wschodnich Karaibów. Założony został w październiku 1982 przez Antiguę i Barbudę, Dominikę, Saint Lucia oraz Saint Vincent i Grenadyny.

## Członkowie
- Antigua i Barbuda (od 1982)
- Barbados (od 1982)
- Dominika (od 1982)
- Grenada (od 1985)
- Saint Kitts i Nevis (od 1983)
- Saint Lucia (od 1982)
- Saint Vincent i Grenadyny (od 1982)